# Сосенкі-Яйкі
Сосенкі-Яйкі (пол. Sosenki-Jajki) — село в Польщі, у гміні Морди Седлецького повіту Мазовецького воєводства.
Населення — 45 осіб (2011).
У 1975-1998 роках село належало до Седлецького воєводства.

## Демографія
Демографічна структура станом на 31 березня 2011 року:
|          | Загалом | Допрацездатний вік | Працездатний вік | Постпрацездатний вік |
| -------- | ------- | ------------------ | ---------------- | -------------------- |
| Чоловіки | 24      | 7                  | 14               | 3                    |
| Жінки    | 21      | 4                  | 11               | 6                    |
| Разом    | 45      | 11                 | 25               | 9                    |